# Bingerbrück
Bingerbrück, im Volksmund auch Kaltnaggisch genannt, ist seit 1969 ein Stadtteil von Bingen am Rhein, der links der Nahe und des Rheins gelegen ist. Mit Bingen verbinden den Ort zwei Brücken, darunter die geschichtsträchtige Drususbrücke. In Bingerbrück beginnt der Binger Wald (Teil des Soonwaldes), ein ausgedehntes Wandergebiet.

## Geschichte

### Vorgeschichte
Eine römische Besiedelung kann nicht nachgewiesen werden. Während des Baus der Eisenbahnlinie 1859/60 wurde allerdings ein umfangreiches römisches Gräberfeld ausgegraben, das sich an der Ausfallstraße des römischen Bingium (Bingen) befand. Die gefundenen Steindenkmäler, vorwiegend Grabsteine von Soldaten der Auxiliartruppen,  befinden sich heute in der Römerhalle in Bad Kreuznach.

### Mittelalter

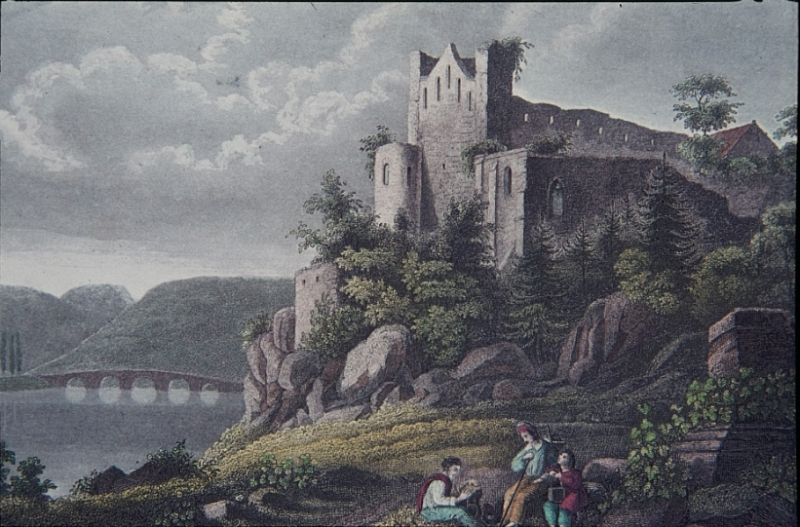
Ruine Kloster Rupertsberg mit Drususbrücke

Hildegard von Bingen siedelte 1150 mit 18 oder 20 Nonnen vom Kloster Disibodenberg in das von ihr gegründete Kloster Rupertsberg über. Hier entstand ein geistlicher Mittelpunkt des Abendlandes. Die Abtei wurde 1632 durch die Schweden in Schutt und Asche gelegt. Der Konvent unter der Oberin Anna Lerch von Dirmstein zerstreute sich, einige Nonnen gingen nach Köln, andere nach Mainz, andere nach Luxemburg. Die Äbtissin kehrte 1636 von Köln zurück, hielt sich kurze Zeit in Bingen auf und begab sich in das Kloster Eibingen. Es gelang ihr nicht, Rupertsberg wieder aufzubauen. Die späteren Versuche des Wiederaufbaus führten ebenfalls zu keinem Ergebnis. Immer wieder wurden kleinere Bauarbeiten und Reparaturen begonnen, doch im Verlauf des Ersten Koalitionskriegs zwischen Frankreich, Preußen und Österreich zwischen 1792 und 1797 waren alle noch vorhandenen Bauten des Klosters dem Verfall preisgegeben.

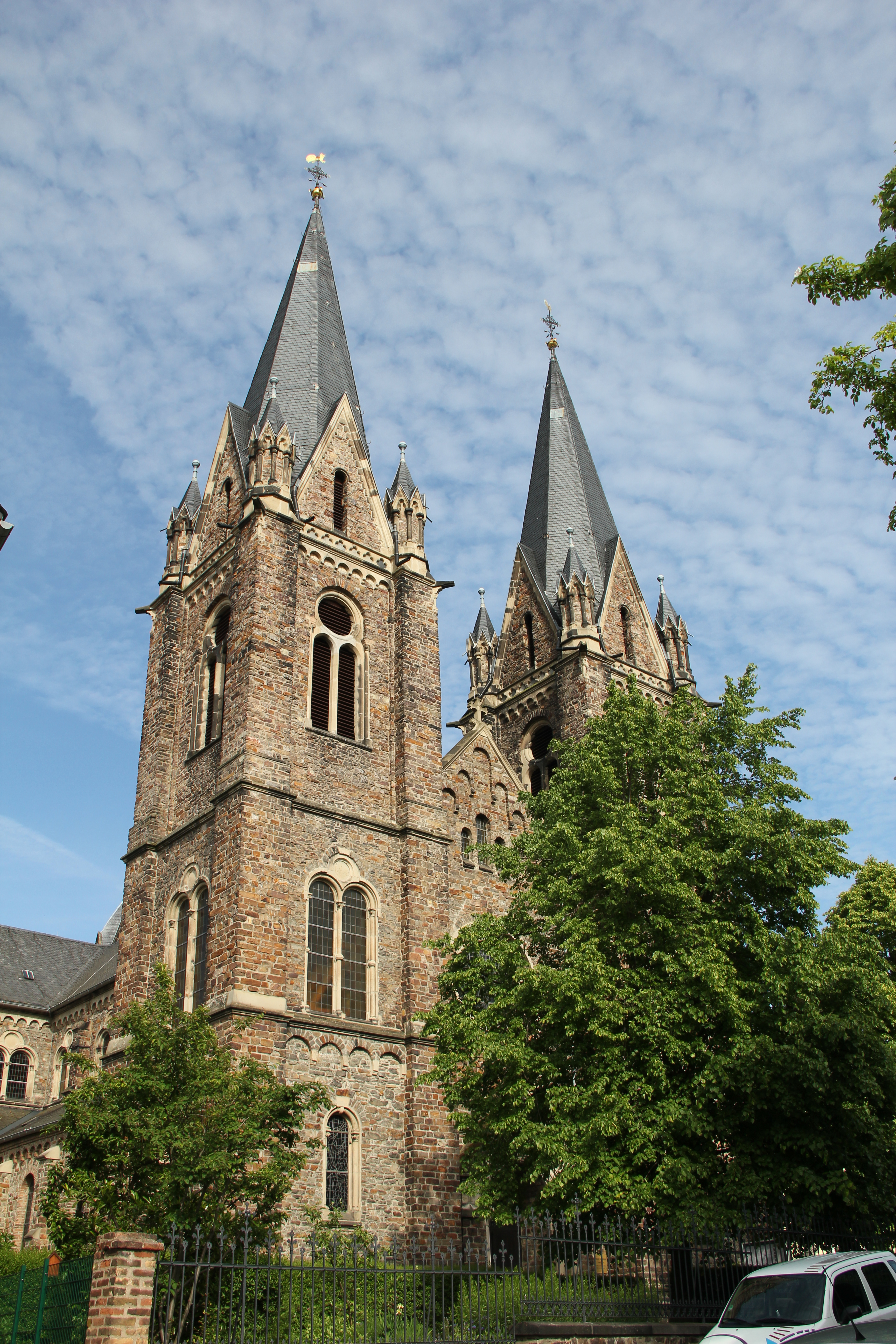
Hildegard-Gedächtniskirche in Bingerbrück

### Nach dem Wiener Kongress

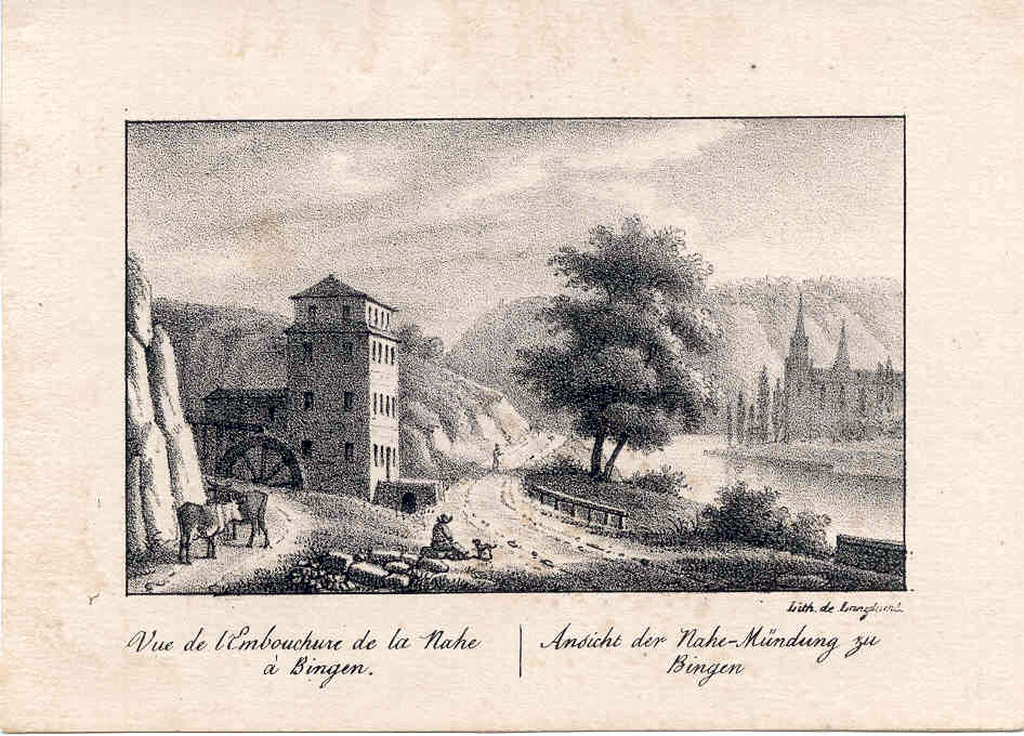
Eulersches Haus Bingerbrück

Im Jahr 1816 kam Bingen mit der neugebildeten Provinz Rheinhessen, deren Grenzen durch Rhein und Nahe bestimmt wurden, an das Großherzogtum Hessen (Hessen-Darmstadt). Die Rechte an der Gemarkung Rupertsberg gab die Stadt preis, und so wurde jene dem nunmehr preußischen Kirchdorf Weiler zugeschlagen, das der Verwaltung und der Bürgermeisterei Waldalgesheim unterstand. Die politischen Veränderungen, die der Wiener Kongress mit sich brachte, hatten auch wirtschaftliche Folgen. Die Binger Brücke, die heutzutage als Drususbrücke bezeichnet wird, war damals die einzige und damit wichtige Verbindungsbrücke zwischen Preußen und Hessen-Darmstadt. Ein Zollamtsgebäude wurde 1820 in unmittelbarer Nähe der Lohe-Mühle am Mühebach erbaut. Es ist als das erste Haus Bingerbrücks anzusehen. Die frühere Lohe-Mühle wurde nicht mehr genutzt und zu einem Wohnhaus und einer Weinhandlung umgebaut. In diesem Haus lebte Hoffmann von Fallersleben von 1849 bis 1851.
Das Hauptzollamt Binger Brücke wurde überflüssig, nachdem 1828 zwischen Preußen und Hessen-Darmstadt ein Zollvertrag geschlossen wurde. 1835 tauchte erstmals der Name „Binger Brücke“ in zollamtlichen Verordnungen auf, und 1838 wurden in Bingerbrück neun Einwohner gezählt. In den Weinbergen wurde 1843 Kalkstein gefunden, der besonders gute Eigenschaften hatte und als Baumaterial verwendet werden konnte. Die Firma Geyger und Wildt führte den Abbau und den Vertrieb des Bingerbrücker Schwarzkalks durch.

### Bau der Eisenbahn

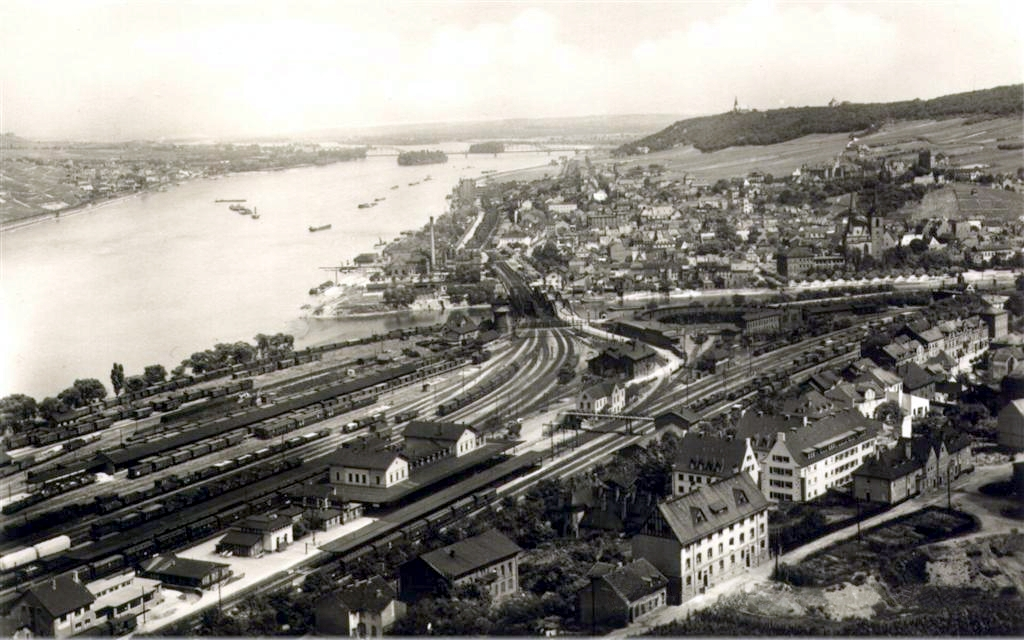
Bahnhof Bingerbrück mit Bahnbetriebswerk, 1920

Die Hessische Ludwigs Eisenbahn-Gesellschaft erhielt 1856 die Konzession für die Strecke Mainz-Bingen. 1858 begannen die Bauarbeiten, und zur gleichen Zeit wird die Strecke Bingerbrück-Köln von der Rheinischen Eisenbahn-Gesellschaft vorangetrieben. An der Nahemündung entstand ein preußischer Bahnhof (bis 1993 Bingerbrück, seitdem Bingen (Rhein) Hbf genannt) und in Bingen ein hessischer Bahnhof (seit 1993 Bahnhof Bingen Stadt). Die durchgängige Fahrt von Mainz nach Köln war ab dem 15. Dezember 1859 möglich. Nach nur einem halben Jahr Bauzeit, ermöglicht durch eine Vereinbarung zwischen dem Großherzogtum Hessen und dem Königreich Preußen, entstand eine Brücke über die Nahe. Parallel dazu hatte Preußen den Bau der Nahetalbahn durch die Rhein-Nahe-Eisenbahn-Gesellschaft vorangetrieben, und im Juli 1858 wurde die Strecke Bingerbrück–Bad Kreuznach eröffnet. Dem Streckenbau fielen 1857 die Reste des Klosters Rupertsberg weitgehend zum Opfer. Zum Bahnhof Bingerbrück, seit 1993 Bingen (Rhein) Hauptbahnhof, gehörte ein Bahnbetriebswerk mit großem Ringlokschuppen.
Ab 1906 gab es einen als Kleinbahn und für den preußischen Teil als Straßenbahn konzessionierten Betrieb, der als AG Binger Nebenbahnen bezeichnet wurde. Die Strecken verbanden den Bahnhof Bingerbrück mit dem Bahnhof Bingen und Büdesheim. Ein Jahr später wurde die Strecke von Büdesheim bis Dietersheim verlängert. Die Strecke nach Bingerbrück wurde 1922 aufgegeben und nach Entzug der Konzession 1926 abgebaut, der Restbetrieb am 22. Oktober 1955 eingestellt.

### Der Kampf um die Selbständigkeit

Blick auf Bingerbrück und die Drususbrücke ca. 1912

Bedingt durch die Entwicklung der Eisenbahn erlebte Bingerbrück einen starken Zuwachs der Bevölkerungszahl: 1868 82 Einwohner, 1875 803 Einwohner. Im Jahre 1878 wurde ein erster Antrag auf Abtrennung des Rupertsbergs von Weiler gestellt, aber vom Oberpräsidenten abgelehnt. In die Zeit des weiteren Kampfes um die Erlangung der politischen Selbständigkeit fielen die Entscheidungen über die für eine werdende Gemeinde notwendigen Einrichtungen: einer Schule sowie einer evangelischen und einer katholischen Kirchengemeinde. Am 1. Oktober 1880 wurden die Bingerbrücker Kinder aus der Binger Volksschule entlassen und am folgenden Tag in der neuen Schule in der ehemaligen Provinzialstraße eingeschult. Am 7. August 1892 wurde die katholische Kirche eingeweiht, und bis Weihnachten 1894 wurde die evangelische Kirche fertiggestellt.
Kaiser Wilhelm II. unterzeichnete am 20. April 1892 einen Erlass zur Abtrennung der Ortschaft Bingerbrück von der Gemeinde Weiler. Am 10. Juni 1892 begann die Selbständigkeit von Bingerbrück. Erster Gemeindevorsteher von Bingerbrück, das mittlerweile über 1500 Einwohner zählte, wurde 1886 Johann Franz Herter. Gegen Ende der Kaiserzeit war die Elisenhöhe bei Bingerbrück als Standort eines riesigen Bismarck-Nationaldenkmals in der Diskussion.

### Der Erste Weltkrieg und das Ende des Kaiserreichs
Bedingt durch den Zustrom vieler Eisenbahner verzeichnete die Verwaltung noch vor dem Ersten Weltkrieg 3185 Bürger. Bingerbrück wurde zu einem der wichtigsten Transportknotenpunkte, auch für den Nachschub der Truppen im Westen. Zum Schutz des militärisch wichtigen Bahnhofs wurde auf der Elisenhöhe eine Fliegerwache mit zwei Maschinengewehren eingerichtet. Auf den Abstellgleisen wurden Lazarettzüge abgestellt, die unter der Leitung des Sanitätsrates Dr. Störkel standen. Bingerbrück beklagte 47 im Krieg gefallene Mitbürger. Am 13. Dezember 1918 rückten die ersten französischen Truppen in Bingerbrück ein (→ Alliierte Rheinlandbesetzung).

### Weimarer Republik, Nazi-Diktatur und der Weg in den Zweiten Weltkrieg

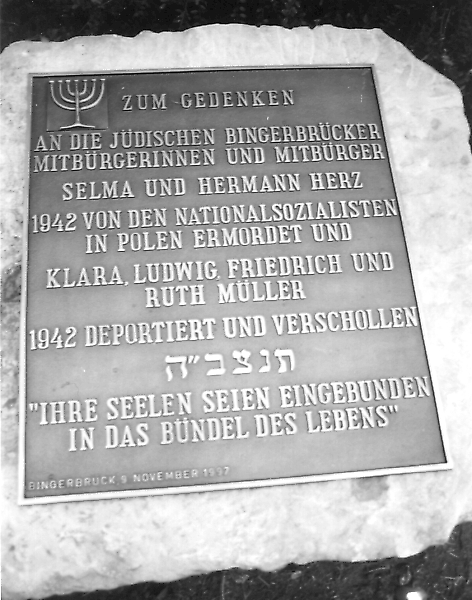
Tafel zum Gedenken an die aus Bingerbrück deportierten Juden

In dieser Zeit erging es der Gemeinde Bingerbrück wie vielen anderen Gemeinden im Land. Bedingt durch die Alliierte Rheinlandbesetzung verschärfte sich die Wohnungsnot, und die Reichsregierung beschloss die Errichtung vieler neuer Wohnungen. Bis 1936 besserte sich die wirtschaftliche Lage in Bingerbrück. Es werden zeitweise zwei Ziegelsteinfabriken, sieben Weinfirmen, eine Eisengießerei, 23 Betriebe im Hotel- und Gaststättengewerbe sowie zwei elektronische Betriebe gezählt.
Während des NS-Staates gerieten auch die Juden in Bingerbrück immer mehr in Bedrängnis. Die jüdische Gemeinde in Bingerbrück war nicht sehr groß, aber unter ihren Mitgliedern waren angesehene Gewerbetreibende: Familie Wolf, die Familien Wohlgemuth, Familie Winkelstein, Familie Müller und Familie Herz. 1942 wurden Hermann und Selma Herz und die Familie Müller deportiert und ermordet. Seit 1997 ist am Ehrenmal auf Initiative und Betreiben des Heimatvereins Bingerbrück eine Gedenkplatte für die deportierten Mitbürger angebracht.

### Der Zweite Weltkrieg

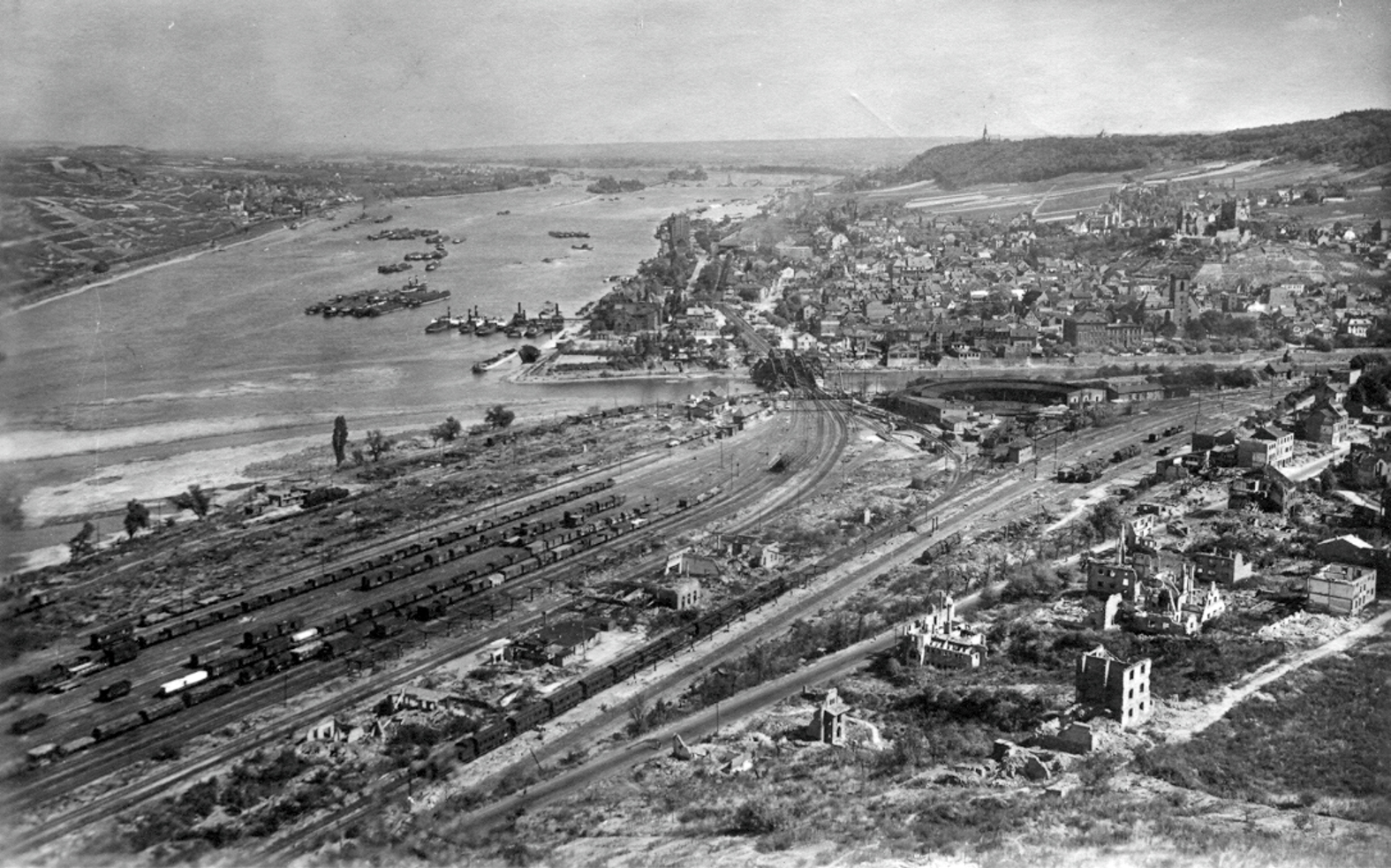
Bingerbrück 1945

Im Zweiten Weltkrieg wirkte sich der Bombenkrieg der alliierten Luftstreitkräfte für Bingerbrück besonders verhängnisvoll aus, weil die Gemeinde als wichtiger Verkehrsknotenpunkt ein häufiges Angriffsziel war. Die Bahnanlage, die zu Friedenszeiten der Gemeinde zur Blüte verholfen hatte, wurde zur Ursache ihrer Zerstörung. Am 29. September 1944 wurden die Bahnhofsanlagen erstmals angegriffen. 123 Menschen starben an diesem „schwarzen Freitag“ in Bingerbrück. Das Bahnhofsgebäude, das Postamt und fast die gesamte Elisenstraße wurden Opfer der Sprengbomben. Die zerstörten Gleise wurden teilweise durch eine Eisenbahnbau-Brigade instand gesetzt, doch nach wiederholten Angriffen durch feindliche Jagdflugzeuge begann im November 1944 die schwerste Zeit für Bingerbrück: Fünf Bombenangriffen folgte am 29. Dezember 1944 ein Großangriff, der alles zerstörte, was noch nicht in Schutt und Asche lag. Von den einst 3299 Menschen lebten nur noch wenige hundert in dem zerbombten Ort. Die meisten waren zu Verwandten und Bekannten aufs Land geflüchtet. Die beiden Nahebrücken wurden Mitte März 1945 von sich zurückziehenden deutschen Truppen gesprengt.
Am 18. März 1945 rückten die US-Amerikaner ein, und am 21. März 1945 fanden die Kampfhandlungen in Bingerbrück ein Ende. Das Bahngelände mit dem Postamt und die Hälfte der Wohnhäuser waren völlig zerstört. Ein weiteres Viertel der Gebäude war wegen starker Schäden nicht mehr bewohnbar. In Bingerbrück lebten nicht einmal mehr 100 Menschen.

### Wiederaufbau und Eingemeindung

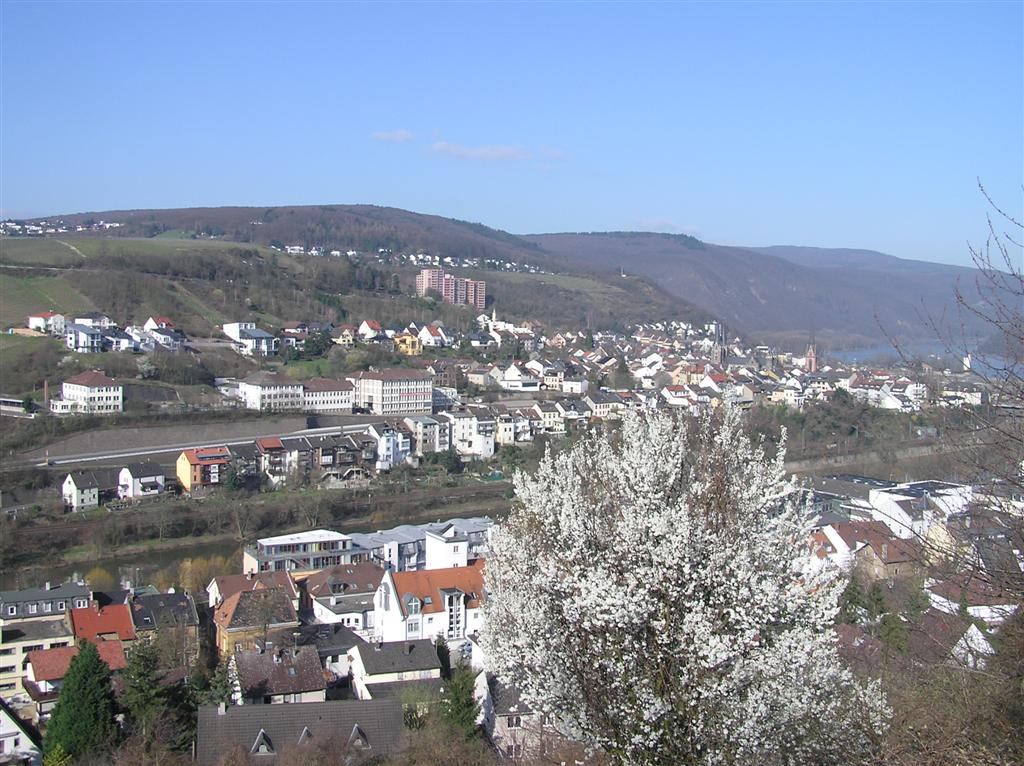
Aufnahme von Bingerbrück vom Scharlachkopf aus

Nach dem Zweiten Weltkrieg wurde Bingerbrück innerhalb der französischen Besatzungszone Teil des 1946 neu gebildeten Landes Rheinland-Pfalz. Nach dem Krieg erging es Bingerbrück so wie vielen anderen Städten auch: Die Ernährungs- und Versorgungslage war sehr schlecht, ebenso die Lebensmittelzuteilung. Es herrschte Mangel an Schuhwerk, die Müllabfuhr fehlte, ebenso die Straßenbeleuchtung und die Kanalisation. Gleichwohl machten sich die Behörden und die Einwohner daran, den Wiederaufbau voranzutreiben. Im Frühjahr 1948 wurden die Grundstücksbesitzer zum Aufräumen und zur Entrümpelung ihrer Grundstücke verpflichtet. Seit Bildung des Landes Rheinland-Pfalz aus vorher hessischen und preußischen Gebietsteilen war die Landesgrenze zwischen Bingerbrück und Bingen, der die Trennung der beiden Gemeinden geschuldet war, zu einer bloßen Verwaltungsgrenze abgesunken (Grenze zwischen den Regierungsbezirken Koblenz und Rheinhessen). Bereits im März 1949 wurde daher die Frage der Eingemeindung nach Bingen erläutert, aber noch im gleichen Monat abgelehnt. Ein Tag von großer Bedeutung war der 19. Mai 1951: Die neue, noch einbahnige Herterbrücke wurde eingeweiht und der Bahnhof dadurch wieder an den Verkehr angeschlossen. Der Betrieb des neuen Personenbahnhofs Bingerbrück wurde in der gleichen Nacht aufgenommen. Am 1. Mai 1956 wurde die Jugendherberge eröffnet. Durch den Beschluss, die notwendige Umgehungsstraße der B 9 durch Bingerbrück zu führen, musste unter anderem auch das Schulgebäude an der Drususstraße weichen; am 23. August 1958 wurde das Schulgebäude in der Herterstraße eingeweiht. Das Genehmigungsverfahren zur Bebauung der Elisenhöhe und des Bangerts zog sich über Jahre hin, die Genehmigung wurde im Dezember 1965 erteilt. Im Sommer 1968 begannen die Vorplanungen zum Bau eines Schwimmbades, ebenfalls auf der Elisenhöhe. Bei der Gebietsreform wurde Bingerbrück am 7. Juni 1969 in die Stadt Bingen eingemeindet.

## Sehenswürdigkeiten
In der Liste der Kulturdenkmäler in Bingen am Rhein sind für Bingerbrück zehn Einzeldenkmale aufgeführt.

## Persönlichkeiten aus der Geschichte Bingerbrücks

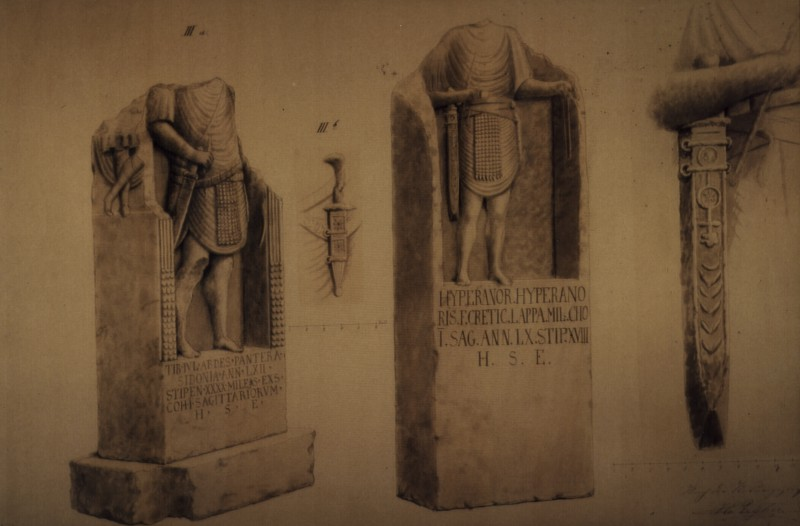
Römischer Grabstein des Pantera (gefunden beim Eisenbahnbau)
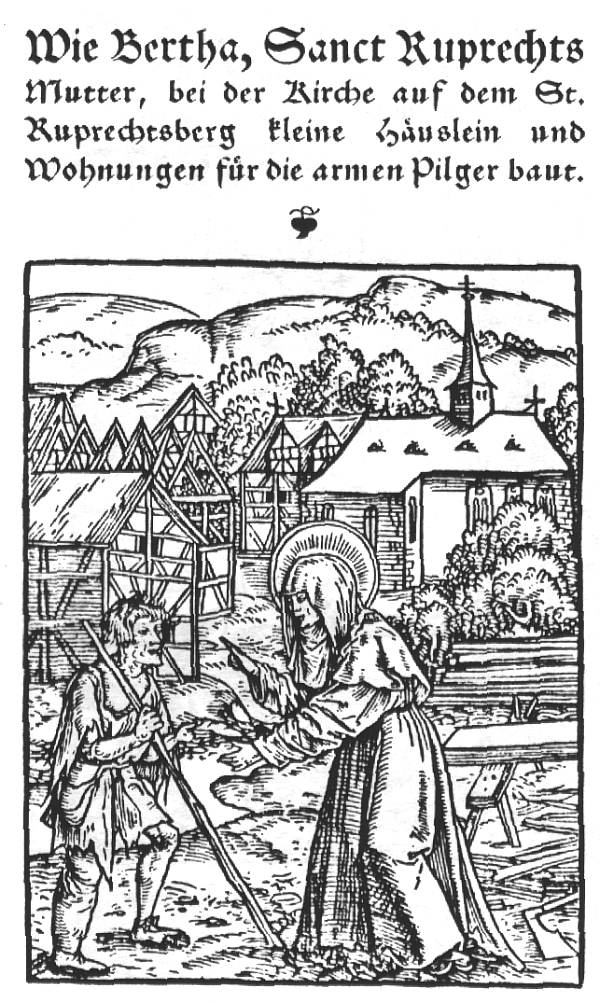
Berta (7./8. Jhdt.), Mutter des Rupert, in der katholischen Kirche als Heilige verehrt
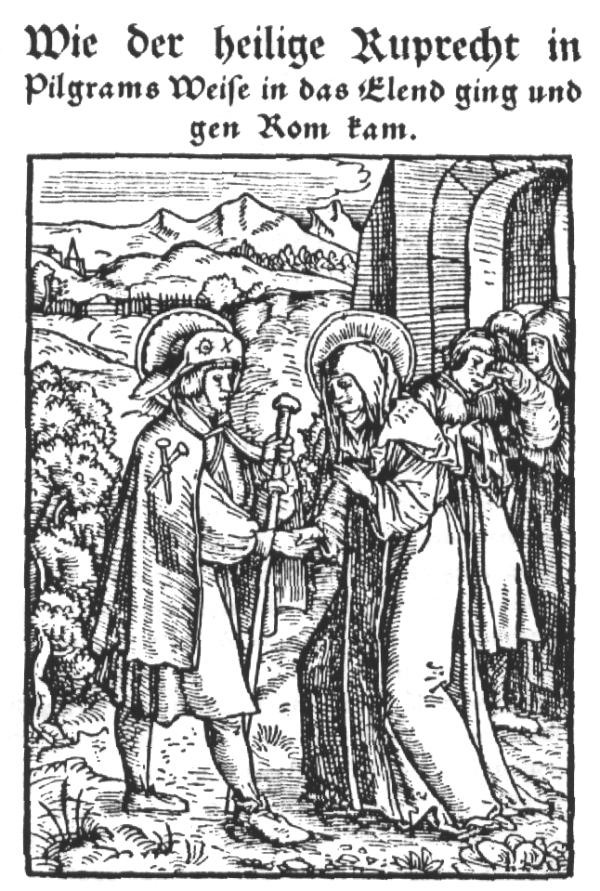
Rupert von Bingen (~ 712–732), Rom-Pilger und Wohltäter
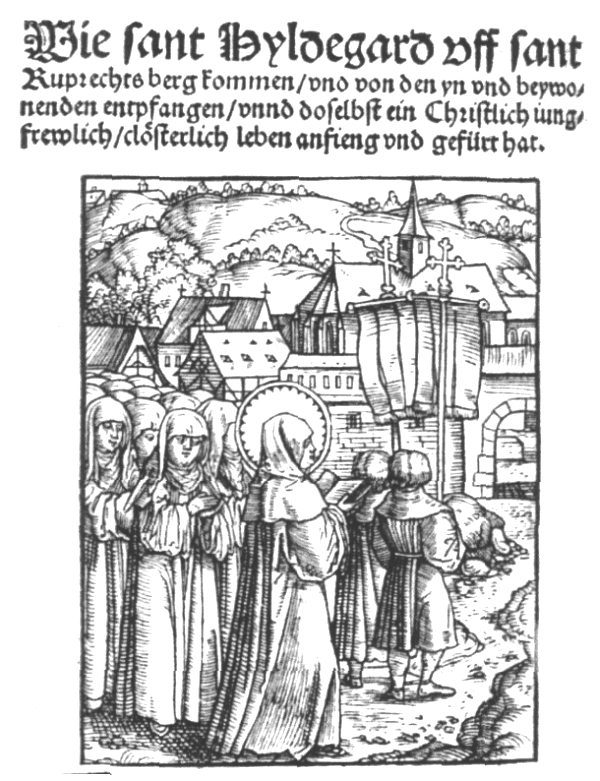
Hildegard von Bingen (1098–1179) Mystikerin und Äbtissin des Klosters Rupertsberg
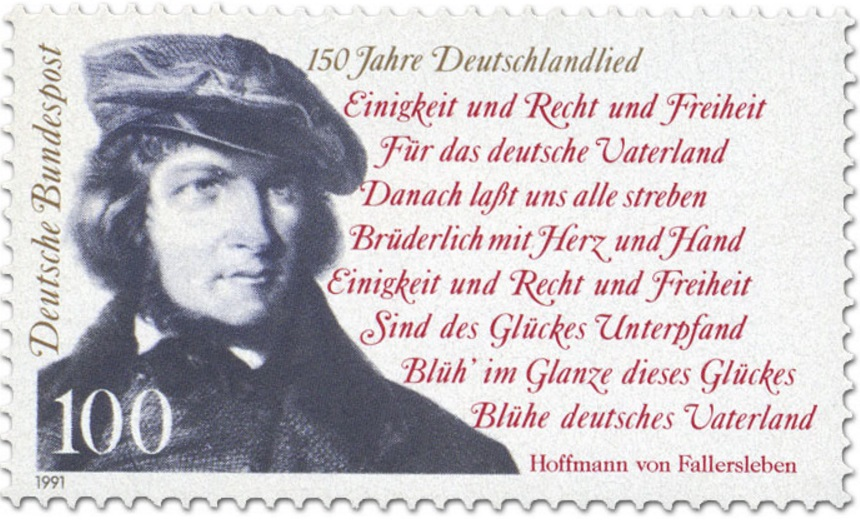
August Heinrich Hoffmann von Fallersleben (1798–1874), Texter des Deutschlandliedes
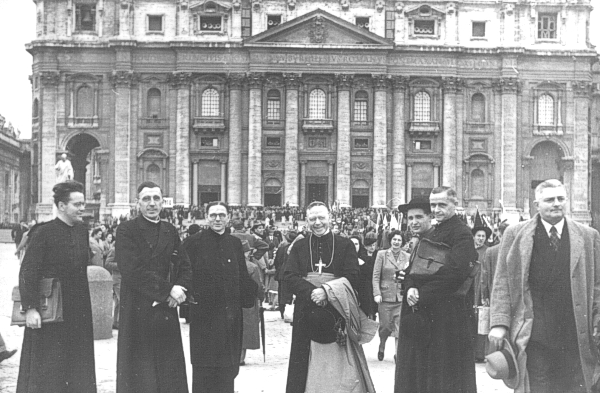
Heinrich Metzroth (1893–1951), Weihbischof
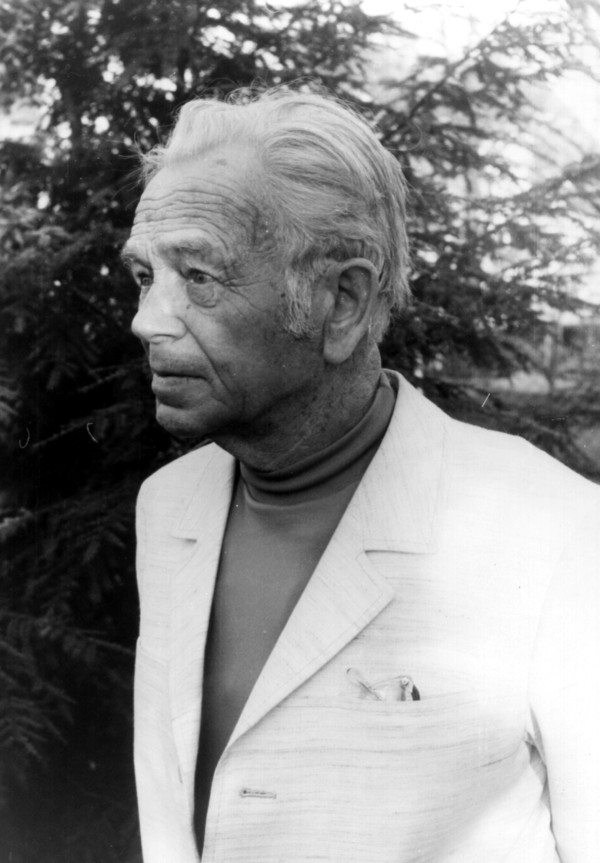
Hanny Franke (1890–1973), Landschaftsmaler
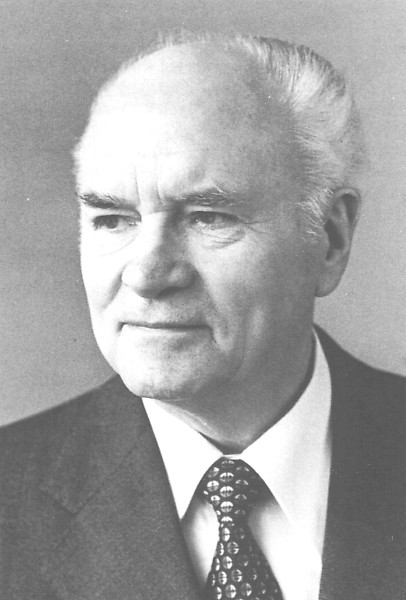
Franz Kirsten (1906–1998), Fabrikant aus Bingerbrück

## Söhne und Töchter von Bingerbrück
- Karl Linz (1869–?), Senatspräsident beim Reichsgericht

## Kulturelle Rezeption
- Bingerbrück, Single von Manfred Maurenbrecher, CBS, 1983[5]